# Lịch sử Roma

Thành phố sơ khởi được hình thành từ Bảy ngọn đồi La Mã bao quanh bởi tường thành Servius (màu xanh) được xây dựng vào đầy thế kỷ 4 TCN. Tường thành Aurelianus (màu đỏ) được xây dựng vào thế kỷ thứ 3, đồ sộ và kiên cố hơn.

Lịch sử Roma đề cập đến Roma, thủ đô của nước Ý ngày nay, trong quá khứ là trung tâm của La Mã cổ đại.
 Tộc người Alba thế kỷ 10 – 753 TCN

(Thành lập thành phố) thế kỷ 9 TCN

 Vương quốc La Mã khoảng 753–509 TCN

 Cộng hoà La Mã 509–27 TCN

 Đế quốc La Mã 27 TCN–285 

 Đế quốc Tây La Mã 285–476 

 Vương quốc của Odoacer 476–493 

 Vương quốc Ostrogoth 493–553 

 Đế quốc Đông La Mã 553–754 

 Lãnh địa Giáo hoàng 754–1870 

 Vương quốc Ý 1870–1946 

 Cộng hoà Ý 1946–nay

## Lịch sử sơ khởi
Có những bằng chứng khảo cổ về việc loài người sống tại khu vực Roma từ khoảng 14.000 năm trước, song lớp đất dày đặc gồm các mảnh vụn có niên đại muộn hơn nhiều đã che lấp các di chỉ đồ đá cũ và đồ đá mới. Bằng chứng về các công cụ bằng đá, đồ gốm và vũ khí bằng đá chứng thực con người hiện diện khoảng 10.000 năm. Một vài cuộc khai quật ủng hộ cho quan điểm rằng Roma phát triển từ các khu định cư chăn thả gia súc trên đồi Palatinus nằm bên trên khu vực Công trường La Mã sau này.

Từ cuối thời đại đồ đồng cho đến khi bắt đầu thời đại đồ sắt, mỗi ngọn đồi giữa biển và đồi Capitolinus có một ngôi làng ở trên đỉnh (tại đồi Capitolinus có một ngôi làng được chứng thực có từ cuối thế kỷ 14 TCN). Tuy nhiên, chúng đều chưa đạt tới hạng đô thị. Ngày nay, nhiều người thống nhất rằng thành phố đã dần phát triển thông qua việc tập hợp một vài làng xung quanh ngôi làng lớn nhất nằm trên đồi Palatinus. Quá trình tập hợp được thuận lợi nhờ gia tăng sức sản xuất nông nghiệp vượt trên mức tự cung tự cấp, đồng thời cho phép hình thành các hoạt động thuộc khu vực kinh tế thứ nhì và thứ ba. Điều này lại kéo theo đẩy nhanh phát triển mậu dịch với các thuộc địa của người Hy Lạp tại miền nam Ý (chủ yếu là Ischia và Cumae). Những bước phát triển này theo chứng cứ khảo cổ học thì diễn ra vào giữa thế kỷ 8 TCN, có thể được xem là mốc "khai sinh" thành phố. Từ những cuộc khảo cổ gần đây trên đồi Palatinus, quan điểm cho rằng Roma được thành lập vào giữa thế kỷ 7 TCN, theo truyền thuyết về Romulus, chỉ được xem là một giả thuyết ngoài lề.
| Trung tâm Thành phố Roma                                                  |                                                               |
| [Bản đồ tương tác toàn màn hình]                                          |                                                               |
| Ga tàu điện ngầm, sử dụng toàn màn hình để hiển thị Termini Điểm ưa thích |                                                               |
|                                                                           | Biểu đồ hiện đang tạm thời không khả dụng do vấn đề kĩ thuật. |

### Truyền thuyết sự thành lập Roma

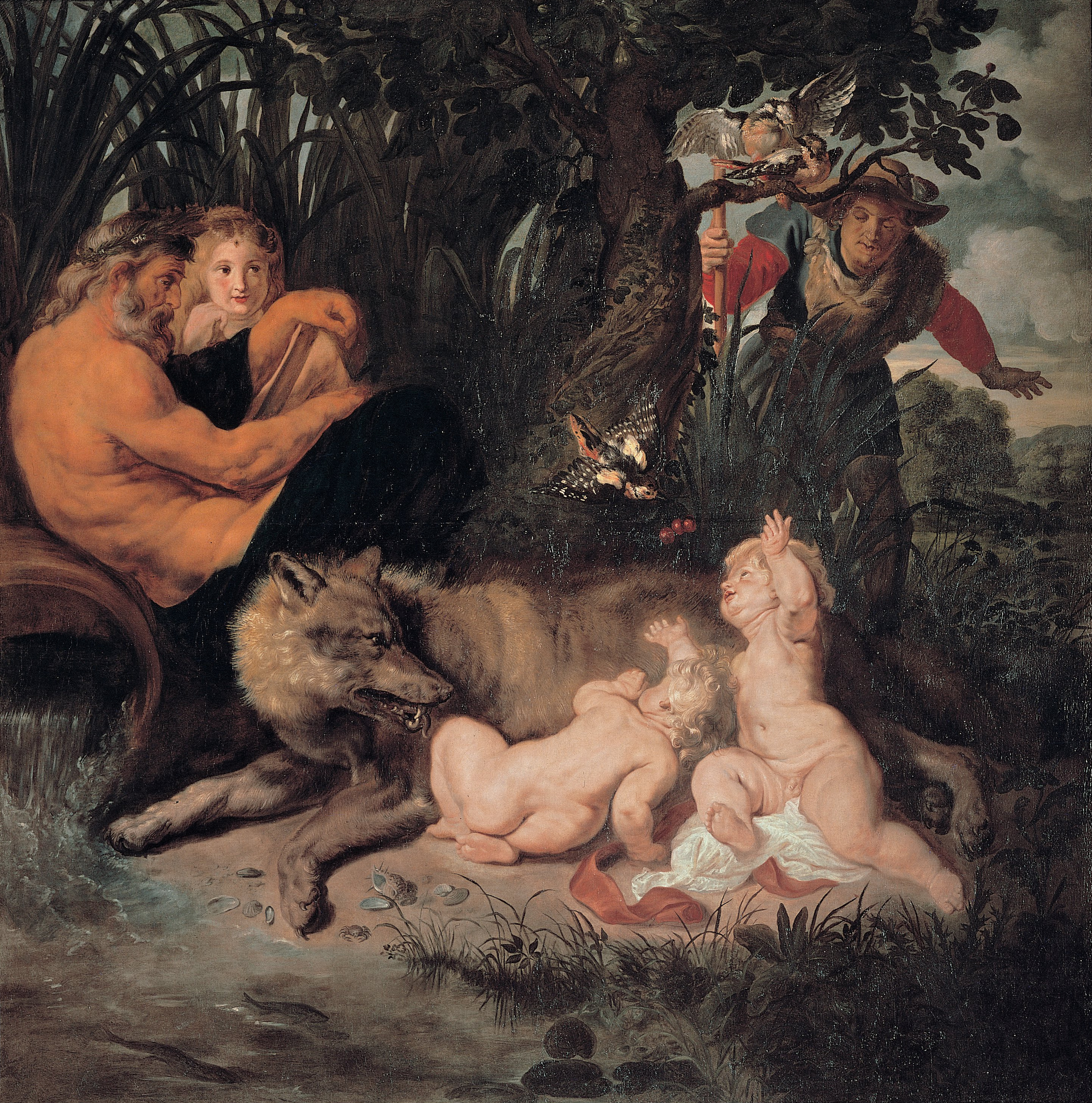
Tranh Romulus và Remus của Peter Paul Rubens tại Bảo tàng Capitonlinus.

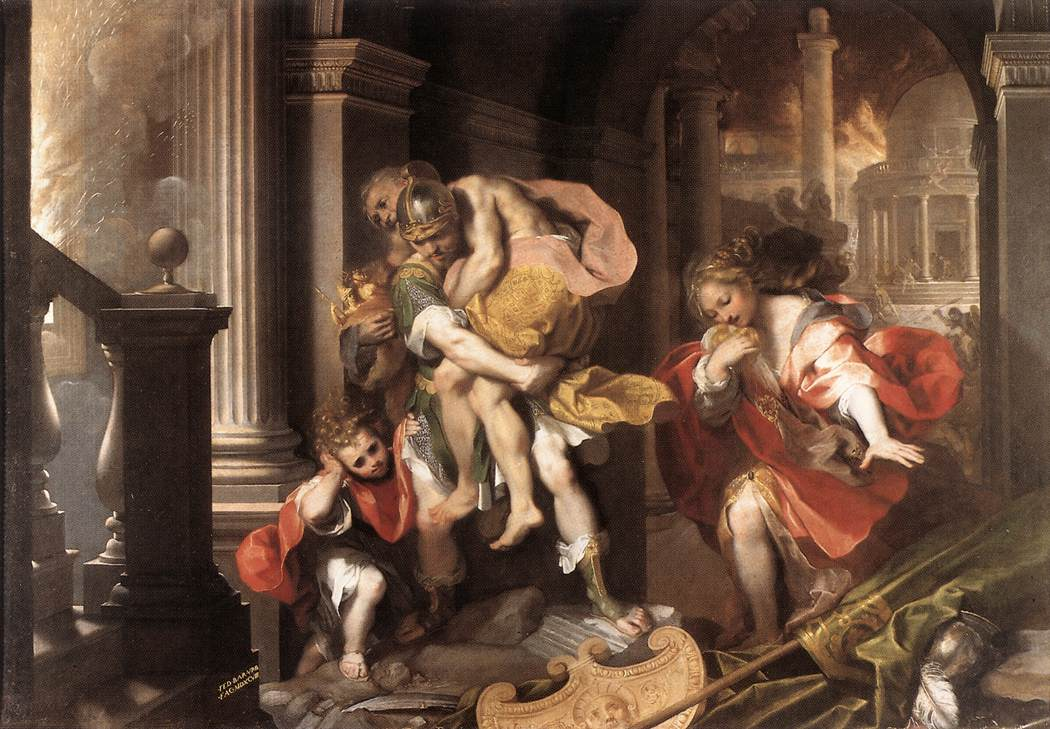
Tranh Aeneas trốn khỏi thành Troia của Federico Barocci, Phòng tranh Borghese.

Các câu chuyện truyền thống do người La Mã cổ đại truyền đời cho nhau giải thích lịch sử sơ khởi của thành phố bằng truyền thuyết và thần thoại. Thần thoại quen thuộc nhất trong số đó và có lẽ cũng là nổi tiếng nhất trong tất cả thần thoại La Mã, đó là câu chuyện về Romulus và Remus, hai anh em sinh đôi được một con sói cho bú. Họ quyết định xây dựng một thành phố, song sau một lần tranh luận, Romulus giết người em song sinh và đặt thành phố theo tên mình. Theo những người chép sử La Mã, sự kiện này diễn ra vào 21 tháng 4 năm 753 TCN.
Truyền thuyết này hoà hợp với một truyền thuyết song hành được tạo ra từ trước đó, rằng có một người tị nạn thành Troia tên là Aeneas đào thoát sang Ý và lập ra dòng dõi La Mã thông qua con trai ông là Iulus, trùng tên với triều đại Julio-Claudian. Điều này đã được nhà thơ La Mã Vergilius viết lại vào thế kỷ thứ nhất TCN. Ngoài ra, Strabo đề cập rằng còn có một câu chuyện cũ hơn rằng thành phố là thuộc địa của Arcadia và được thành lập bởi Euandros. Strabo cũng ghi lại Lucius Coelius Antipater tin rằng Roma được thành lập bởi người Hy Lạp. Dionysius xứ Halicarnassus viết rằng những người đến vùng đất mà sau này là thành Roma là những người thổ dân đầu tiên đến từ Arcadia, họ đã đuổi những người Sicilia ra khỏi nơi đó, và tiếp đến là người Pelasgos đến từ Thessalía, thứ ba là những người đến Ý cùng Euandros từ thành Pallantium ở Arcadia, sau họ là những người Epeius từ Elis và người Pheneus, một phần của quân đội do Heracles chỉ huy đã quyết định ở lại đó trong khi đang trở về từ đoàn thám hiểm ở Erytheia, nơi quân thành Troia giao chiến và còn sót lại cuối cùng, những binh lính Troia sau đó đã trốn thoát cùng Aeneas từ Ilium, Dardanus và các thành phố thuộc Troia khác. Dionysius đề cập rằng quân Troia, cũng là người Hy Lạp có nguồn gốc từ Peloponnesos. Ông cũng nói thêm rằng ngay cả người La Mã cũng khẳng định thành cổ Pallantium của người La Mã được thành lập bởi người Hy Lạp đến từ Pallantium của Arcadia, khoảng sáu mươi năm trước cuộc chiến thành Troia và người dẫn đầu là Euandros. Sau đó vào thế hệ thứ mười sáu sau cuộc chiến thành Troia, người Alba đã hợp nhất tất cả những nơi này thành một khu định cư, bao quanh họ bằng một bức tường và một con mương. Người Alba là một quốc gia hỗn hợp gồm tất cả những người trên. Dionysius cũng cho biết thêm có thể là quân man rợ trong số những người hàng xóm hoặc tàn dư những cư dân cổ xưa của nơi này được trộn lẫn với người Hy Lạp. Nhưng tất cả những người này đã mất bản sắc dân tộc, được gọi bằng một tên chung, Latin, đặt tên theo Latinus, là vua của đất nước. Lãnh đạo vùng thuộc địa là hai anh em song sinh Romulus và Remus.

## Thời quân chủ, cộng hoà và đế quốc
Sau khi được Romulus thành lập theo truyền thuyết, thành phố nằm dưới quyền cai trị của một hệ thống quân chủ trong 244 năm, ban đầu là với các quân chủ gốc Latinh và Sabine và sau đó là các quốc vương người Etrusca. Theo truyền thuyết, vương vị truyền qua bảy người: Romulus, Numa Pompilius, Tullus Hostilius, Ancus Marcius, Tarquinius Priscus, Servius Tullius và Tarquinius Superbus.
Năm 509 TCN, người La Mã trục xuất vị quốc vương cuối cùng khỏi thành phố và lập ra một nền cộng hòa tập trung. La Mã sau đó bắt đầu một giai đoạn có đặc điểm là đấu tranh nội bộ giữa quý tộc và bình dân, và chiến tranh liên miên chống lại các cộng đồng tại miền trung Ý: Etrusca, Latinh, Volsci, Aequi, Marsi. Sau khi trở thành chủ nhân của khu vực Latium, La Mã dẫn đầu một số cuộc chiến tranh với kết quả là chinh phục bán đảo Ý từ khu vực miền trung đến Magna Graecia.
Trong thế kỷ 3 và 2 TCN, La Mã thiết lập quyền bá chủ trên Địa Trung Hải và bờ Đông, thông qua ba cuộc chiến tranh Punic (264–146 TCN) chống lại thành Carthage và ba cuộc chiến tranh chiến tranh Macedonia (212–168 TCN) chống lại Macedonia. Sau đó thành lập nên những tỉnh thuộc La Mã đầu tiên: Sicilia, Sardegna và Corsica, Hispania, Macedonia, Achaea và Châu Phi.

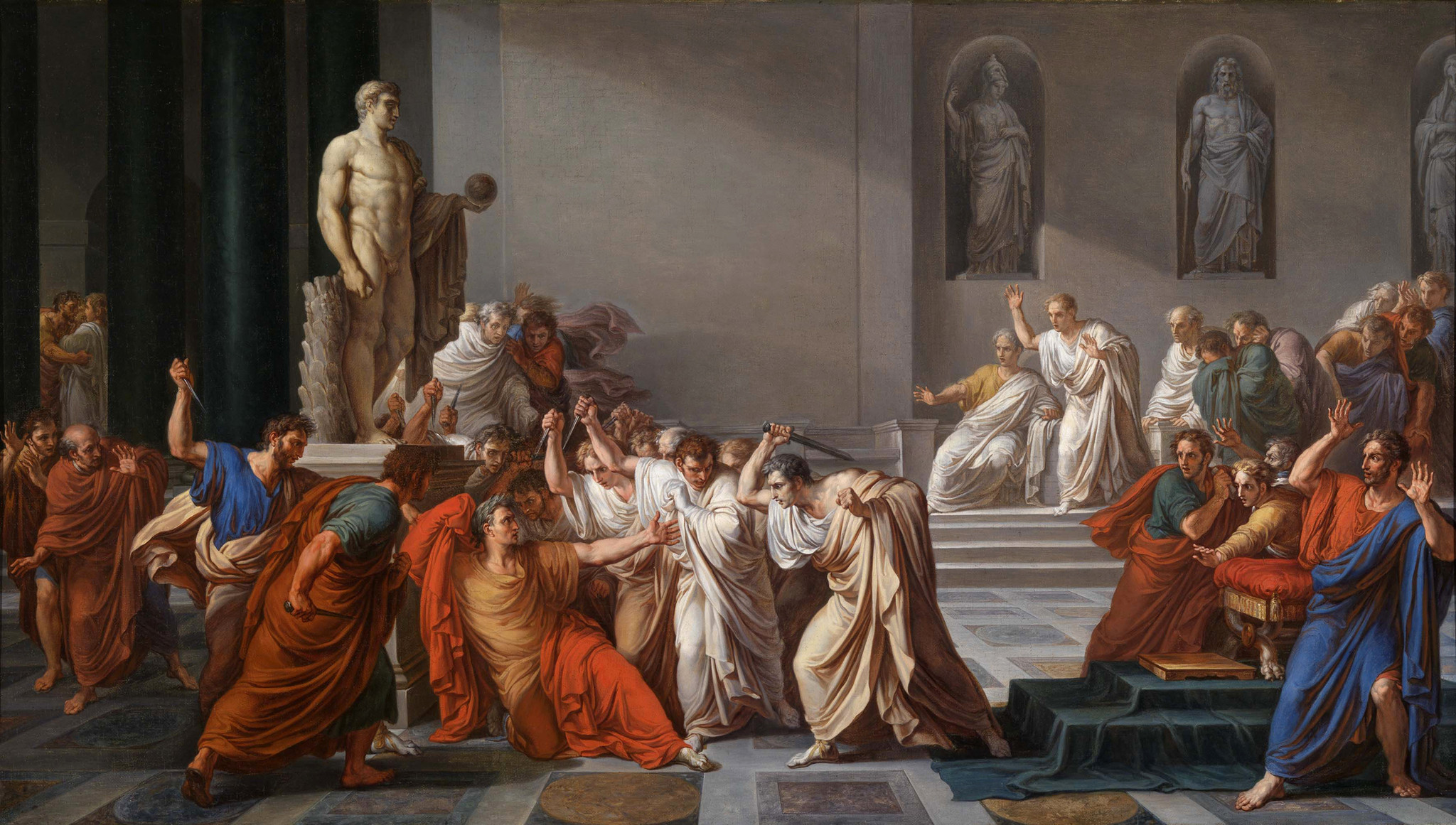
Cái chết của Caesar của Vincenzo Camuccini, Phòng tranh quốc gia về Nghệ thuật hiện đại và đương đại, Roma.

Từ khi bắt đầu thế kỷ 2 TCN, quyền lực là mục tiêu tranh chấp giữa hai nhóm thống trị: phái quý tộc đại diện cho bộ phận bảo thủ trong Viện nguyên lão, và phái bình dân dựa vào sự ủng hộ của tầng lớp thường dân. Trong cùng giai đoạn, việc tiểu nông bị phá sản và sự thành lập các điền trang nô lệ lớn đã khuyến khích một lượng lớn dân chúng di cư đến thành phố. Chiến tranh liên miên tạo tính cần thiết cho một đội quân chuyên nghiệp, họ trung thành với tướng lĩnh của mình hơn là với nền cộng hoà. Do đó, vào nửa cuối của thế kỷ 2 và thế kỷ 1 TCN diễn ra xung đột cả ở bên ngoài lẫn bên trong. Sau nỗ lực thất bại nhằm cải cách xã hội của Tiberius và Gaius Gracchus thuộc phái bình dân, và chiến tranh chống lại Jugurtha, phát sinh cuộc nội chiến đầu tiên giữa Gaius Marius và Sulla. Theo sau là một cuộc khởi nghĩa nô lệ quy mô lớn dưới quyền Spartacus, và sau đó là thành lập Liên minh tam hùng thứ nhất với Caesar, Pompey và Crassus.

Đế quốc La Mã bành trướng cực đại dưới thời của Hoàng đế Traianus đã kiểm soát khoảng 6,5 triệu km² bề mặt đất liền.

Cuộc chinh phục Gallia khiến Caesar trở nên vô cùng mạnh mẽ và được lòng dân, dẫn tới cuộc nội chiến thứ nhì chống lại Viện nguyên lão và Pompey. Sau khi giành thắng lợi, Caesar tự lập bản thân làm độc tài trọn đời. Việc ông bị ám sát dẫn đến Liên minh tam hùng thứ hai gồm Octavius (cháu họ và người thừa kế của Caesar), Marcus Antonius và Lepidus, và một cuộc nội chiến khác giữa Octavius và Antonius. Octavius đến năm 27 TCN trở thành princeps civitatis và lấy hiệu là Augustus, lập ra chính thể nguyên thủ, một nền chính trị lưỡng đầu giữa nguyên thủ và viện nguyên lão. La Mã trở thành một đế quốc trên thực tế, đạt đến mức độ bành trướng tối đa vào thế kỷ 2 dưới quyền hoàng đế Traianus. Thành Roma là 'Caput Mundi', tức kinh đô của thế giới, một khái niệm đã có từ thời cộng hòa. Trong hai thế kỷ đầu tiên, đế quốc có quân chủ thuộc nhà Julius-Claudius, nhà Flavius (triều đại cho xây dựng khán đài hình vòng khổng lồ, được biết với tên gọi Colosseum hay Đấu trường La Mã) và nhà Antoninus. Thời kỳ này còn có đặc điểm là sự truyền bá Kitô giáo, do Giê-su thuyết giảng tại Judea vào nửa đầu thế kỷ 1 (thời Tiberius) và được các tông đồ của ông truyền bá khắp đế quốc và bên ngoài. Thời kỳ triều đại nhà Antoninus được xem là thời cực thịnh của đế quốc, với lãnh thổ trải dài từ Đại Tây Dương đến Euphrates và từ Anh đến Ai Cập.
Sau khi kết thúc triều đại Severus vào năm 235, đế quốc La Mã bước vào một giai đoạn 50 năm mang tên Khủng hoảng thế kỷ thứ Ba, khi đó diễn ra nhiều cuộc nổi dậy của các tướng lĩnh muốn chiếm giữ những khu vực mà họ đã được giao phó do sự yếu kém của chính quyền trung ương tại Roma. Tồn tại đế chế Gallia tự xưng từ 260-274 và các cuộc nổi dậy của Zenobia và cha của bà từ giữa những năm 260, người đang tìm cách chống đỡ các cuộc xâm lược của Ba Tư. Một số khu vực như Anh, Tây Ban Nha và Bắc Phi hầu như rất khó gây ảnh hưởng đến. Bất ổn gây ra suy thoái kinh tế, lạm phát tăng nhanh chóng do chính quyền hạ mức giá trị tiền tệ nhằm đáp ứng chi tiêu. Các bộ lạc German dọc sông Rhein và phía bắc Balkan tiến hành các cuộc xâm nhập từ thập niên 250-280. Đế quốc Sasan xâm chiếm vài lần trong thập niên 230 đến 260, song cuối cùng bị đánh bại. Vào năm 284, hoàng đế Diocletianus đảm nhận việc khôi phục đế quốc. Ông đặt dấu chấm hết cho cái gọi là princeps (nguyên thủ) và giới thiệu danh hiệu mới là dominate (chúa tể) để tạo ấn tượng về quyền uy tối thượng. Đặc điểm nổi bật nhất là sự can thiệp chưa từng có của quốc gia xuống cấp thành phố: trong khi quốc gia trước đây thường đệ trình yêu cầu thuế đối với một thành phố và cho phép nó phân bổ các khoản phí, thì kể từ triều đại của Diocletianus, quốc gia đã thực hiện điều này xuống tận cấp thôn làng.
Trong một nỗ lực vô ích nhằm kiểm soát lạm phát, ông đã áp đặt các biện pháp kiểm soát giá nhưng chúng không thể kéo dài được lâu. Ông hoặc Constantinus đã địa phương hóa hệ thống hành chính của đế quốc, điều này đã làm thay đổi căn bản cách điều hành quốc gia bằng cách tạo ra các giáo phận khu vực. Sự tồn tại của các đơn vị tài chính khu vực từ năm 286 đóng vai trò như một mô hình cho sự đổi mới chưa từng có này. Do đó, chính quyền dân sự và chỉ huy quân sự sẽ được tách biệt. Diocletianus giao cho các tổng đốc nhiều nhiệm vụ tài khóa hơn và đặt họ vào phụ trách hệ thống hỗ trợ hậu cần của quân đội với nỗ lực kiểm soát nó bằng cách loại bỏ hệ thống hỗ trợ khỏi sự kiểm soát của nó. Diocletianus đã tạo ra một hệ thống "Tứ đầu chế" (Tetrarchia) trong đó mỗi hoàng đế cai quản một góc phần tư lãnh thổ của đế quốc, ông là Augustus cai quản nửa phía đông và cư ngụ tại Nicomedia. Năm 286, ông đưa Maximianus lên thành Augustus phía tây cai quản phần lớn lãnh thổ Mediolanum (Milano ngày nay) mà ông đã cai trị trước đó. Tiếp theo, ông đặt ra hai hoàng đế 'cấp dưới' hay nhị Caesar, một cho mỗi Augustus, trong đó Constantius Chlorus dưới quyền Maximianus sẽ cai trị Britania (Anh), Gallia (Pháp) và Hispania (Tây Ban Nha) có đầu não quyền lực tại Augusta Treverorum (Trier ngày nay), và Caesar phía Đông Galerius cai quản vùng Balkan-Danube trụ xứ tại thành Srimium, những thành phố này được gọi là thủ đô tứ đầu chế. Mặc dù Roma đã bị lãng quên và không còn là thủ đô hoạt động, nhưng thành phố vẫn tiếp tục là thủ đô danh nghĩa của toàn bộ Đế quốc La Mã, không bị hạ cấp xuống thành Tỉnh (Provincia) mà vẫn giữ nguyên vị thế hành chính độc nhất của mình là "Thành phủ" (tiếng Latinh: Praefectus urbanus). Việc bổ nhiệm một Caesar không phải là không xác định: Diocletianus đã cố gắng chuyển thành một hệ thống kế vị phi triều đại. Sau khi thoái vị vào năm 305, các Caesar đã tiếp nối và họ lần lượt bổ nhiệm hai đồng nghiệp cho chính mình.

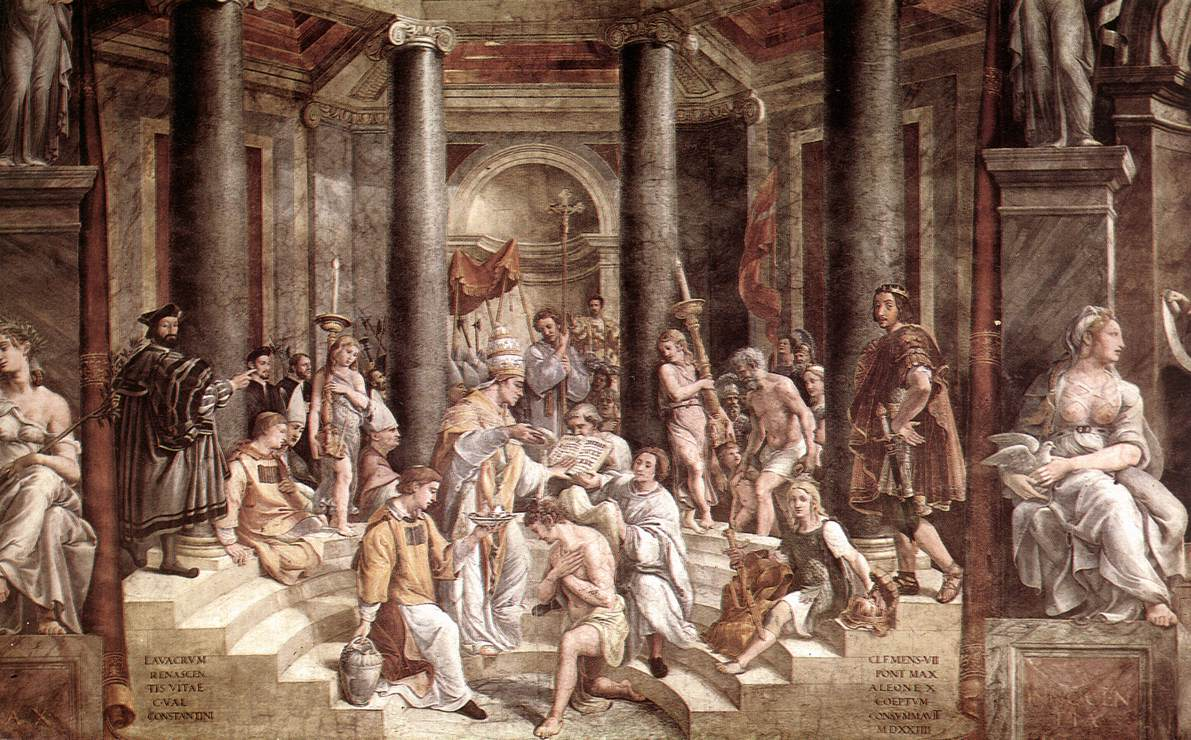
Constantinus Đại đế là hoàng đế La Mã đầu tiên cải đạo sang Kitô giáo.

Sau sự thoái vị của Diocletianus và Maximianus vào năm 305 và một loạt các cuộc nội chiến giữa những người tranh giành quyền lực đế quốc với đối thủ của mình, cho đến khoảng năm 313, chế độ tứ đầu chế đã sụp đổ. Constantinus Đại đế đã tiến hành một cuộc cải cách lớn về bộ máy quan liêu, không phải bằng cách thay đổi cấu trúc mà bằng cách hợp lý hóa năng lực của một số cơ quan trong những năm 325-330, sau khi ông đánh bại Licinius, hoàng đế ở phía Đông, vào cuối năm 324. Sắc lệnh Milano năm 313 thực ra là một mảnh thư từ Licinius gửi cho các tổng đốc của các tỉnh phía đông, trao quyền tự do thờ phượng cho mọi người, kể cả cho các Kitô hữu, và ra lệnh khôi phục lại các tài sản của nhà thờ bị tịch thu theo đơn thỉnh cầu của các giáo phận mới được lập ra. Constantinus đã tài trợ cho việc xây dựng một số nhà thờ và cho phép các giáo sĩ đóng vai trò trọng tài trong vụ kiện dân sự (một biện pháp không tồn tại lâu hơn ông nhưng đã được khôi phục một phần sau đó). Ông đã biến trấn Byzantium thành nơi ở mới của mình, tuy nhiên nó không chính thức là nơi cư ngụ hoàng gia như Milan hay Trier hay Nicomedia cho đến khi nó được Constantius II trao tặng một cái tên mới vào tháng 5 năm 359: Constantinopolis – "Thành phủ" thứ hai và ngang vị thế hành chính với Roma. Việc tạo ra thành Constantinopolis có ảnh hưởng rất quan trọng đến châu Âu: đó là tuyến phòng thủ chiến lược chống lại sự xâm lăng và chinh phạt từ phương Đông trong khoảng một thiên niên kỷ.
Kitô giáo dưới dạng Tín biểu Nicea trở thành tôn giáo chính thức của đế quốc vào năm 380, được gọi là Sắc lệnh Thessalonica thông qua nhân danh ba vị hoàng đế Gratianus, Valentinianus II, và Theodosius I, người thực sự thúc đẩy đằng sau sắc lệnh. Ông là hoàng đế cuối cùng của La Mã thống nhất: sau khi ông mất vào năm 395, hai con trai của ông là Arcadius và Honorius phân chia đến quốc thành hai phần phía tây và phía đông. Trụ sở của chính phủ Đế quốc Tây La Mã được chuyển đến Ravenna sau cuộc vây hãm Milano vào năm 402. Trong thế kỷ 5, các hoàng đế trong thập niên 430 hầu hết cư trú tại Roma.
Roma bị mất vị thế trung tâm trong việc cai quản đế quốc, và bị người Visigoth dưới quyền Alaric I cướp phá vào năm 410, song chịu rất ít tổn thất về vật chất, và hầu hết đã được tu sửa. Các giáo hoàng tô điểm cho thành phố bằng các vương cung thánh đường cỡ lớn, như Vương cung thánh đường Đức Bà Cả (cộng tác với các hoàng đế). Dân số thành Roma giảm từ 800.000 xuống 450-500.000 khi thành phố bị người Vandal dưới quyền Genseric cướp phá vào năm 455. Các hoàng đế yếu đuối trong thế kỷ 5 không thể ngăn nổi sự suy tàn, và Đế quốc Tây La Mã chấm dứt vào ngày 22 tháng 8 năm 476 khi Romulus Augustus bị phế truất, đối với nhiều sử gia đây là mốc khởi đầu Trung Cổ.

Sự suy giảm dân số của thành phố đến từ việc mất mát các lô hàng ngũ cốc từ Bắc Phi từ năm 440 trở đi, và sự không sẵn lòng của tầng lớp nguyên lão trong việc duy trì quyên góp để hỗ trợ cho một dân số quá cỡ so với các nguồn lực sẵn có. Mặc dù vậy, những nỗ lực cố gắng đã được thực hiện để duy trì các công trình trung tâm, mái vòm và phòng tắm lớn nhất tiếp tục hoạt động cho đến khi cuộc vây hãm Roma của người Gothic vào năm 537. Các nhà tắm lớn của Constantinus trên đồi Quirinalis thậm chí đã được sửa chữa vào năm 443 nhưng mức độ thiệt hại vẫn tiếp tục nhân rộng.
 Roma thể hiện tổng thể của sự tồi tệ và suy tàn vì các khu vực bị bỏ hoang lớn do sự suy giảm dân số. Dân số giảm xuống 500.000 vào năm 452 và 100.000 vào năm 500 (có lẽ lớn hơn, mặc dù không có con số nào cụ thể được biết). Sau cuộc vây hãm của người Gothic năm 537, dân số giảm xuống còn 30.000, nhưng đã tăng lên 90.000 vào thời Giáo hoàng Grêgôriô I. Sự suy giảm dân số xảy ra đồng thời với sự sụp đổ chung của văn minh đô thị ở phương Tây trong thế kỷ 5 và 6, với một vài ngoại lệ. Phân phối ngũ cốc từ trợ cấp quốc gia trợ cấp cho những người dân nghèo hơn trong xã hội vẫn tiếp tục trong suốt thế kỷ thứ 6 và có lẽ đã khiến dân số không thể giảm thêm nữa. Con số 450.000-500.000 được tính dựa trên số lượng 3.629.000 libra thịt lợn (đơn vị khối lượng La Mã xưa), phân phát cho người dân nghèo Roma trong năm tháng mùa đông với tỷ lệ 5 libra mỗi người mỗi tháng, đủ cho 145.000 người hoặc 1/4 hoặc 1/3 tổng dân số. Ngũ cốc phân phối cho cho 80.000 người có phiếu cùng lúc đã gợi ý 400.000 người (Augustus đặt con số là 200.000 hoặc một phần năm dân số).

## Trung Cổ

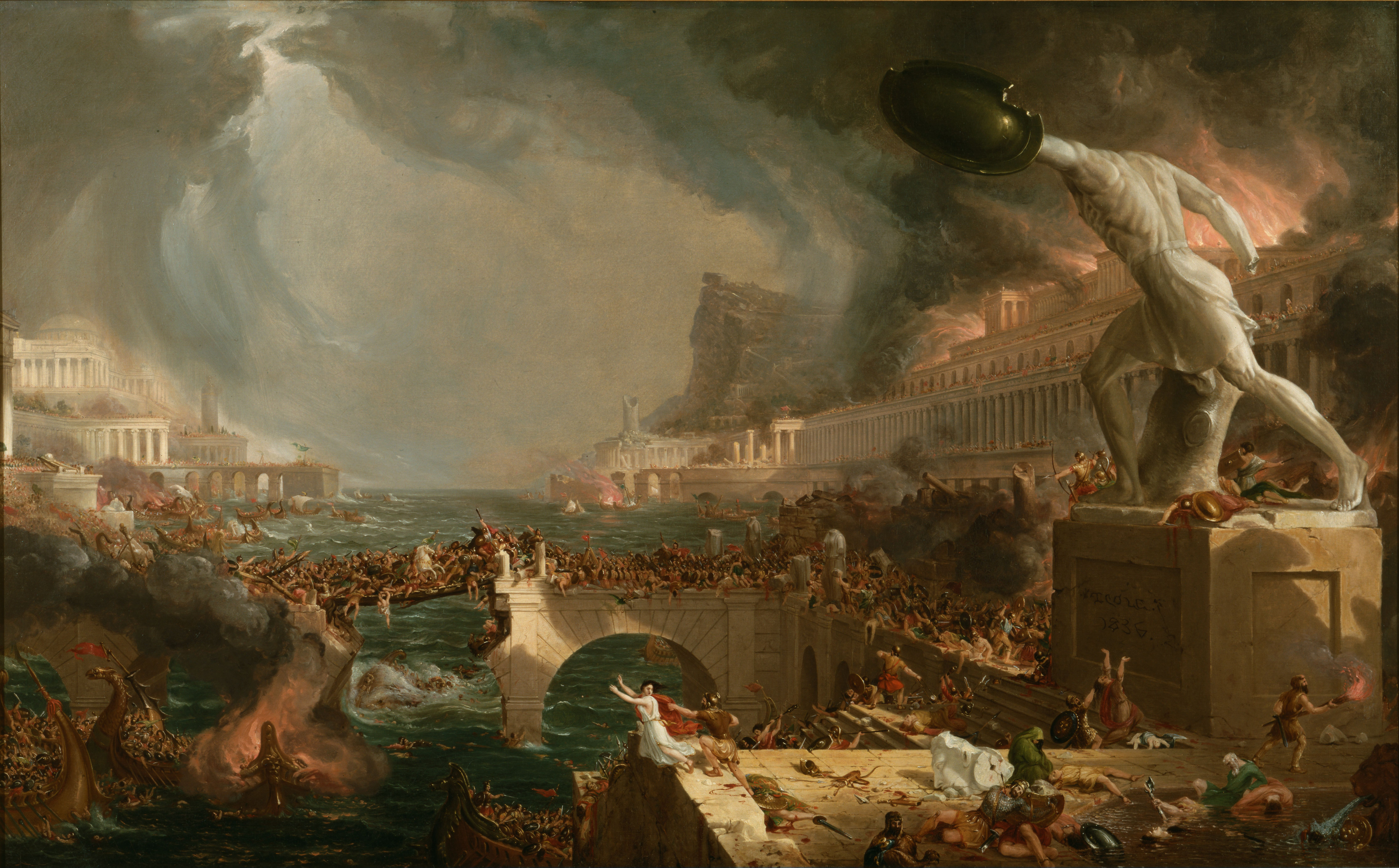
Sự sụp đổ của một Đế chế, tranh của Cole Thomas tại Bảo tàng Lịch sử New York.

Giám mục Roma được gọi là Giáo hoàng, và Roma là nơi quan trọng từ thời kỳ đầu của Kitô giáo do hai tông đồ Phêrô và Phaolô tử đạo tại đây. Các giám mục thành Roma cũng được nhìn nhận là những người kế thừa của Phêrô, người được xem là Giáo hoàng đầu tiên. Thành phố do đó nâng tầm quan trọng với vị thế là trung tâm của Kitô giáo. Sau khi Đế quốc Tây La Mã sụp đổ vào năm 476, Roma ban đầu nằm dưới quyền kiểm soát của Odoacer và sau đó là bộ phận của Vương quốc Ostrogoth trước khi qua tay Đông La Mã sau Chiến tranh Gothic song cuộc chiến này đã tàn phá thành phố. Dân số Roma suy giảm từ hơn một triệu vào năm 210 xuống 500.000 vào năm 273 và còn 35.000 sau Chiến tranh Gothic, làm giảm quy mô thành phố còn một nhóm các toà nhà có người ở nằm rải rác trên một khu vực lớn các tàn tích, thảm thực vật, trang viên nho và vườn chợ. Dân số của thành phố được tin rằng đến năm 300 là 1 triệu (ước tính dao động từ 2 triệu đến 750.000) giảm xuống 750-800.000 vào năm 400, 450-500.000 vào năm 450 và giảm xuống còn 80-100.000 vào năm 500 (mặc dù có thể gấp hai lần con số này).
Sau khi người Lombard xâm chiếm Ý, thành phố vẫn thuộc Đông La Mã trên danh nghĩa, song trong thực tế các giáo hoàng theo đuổi chính sách cân bằng giữa Đông La Mã, người Frank và người Lombard. Năm 729, quốc vương của người Lombard là Liutprand tặng cho giáo hội thị trấn Sutri phía bắc Latium, khởi đầu quyền lực lâm thời của giáo hội. Năm 756, sau khi đánh bại người Lombard, Pépin Lùn giao cho Giáo hoàng quyền hạn tạm thời đối với Công quốc Roma và Khu trấn thủ giáo Ravenna, qua đó lập nên Lãnh địa Giáo hoàng. Kể từ đây, ba thế lực cố gắng cai trị thành phố: Giáo hoàng; giới quý tộc và các thủ lĩnh dân quân cùng thẩm phán, Viện nguyên lão và dân chúng; quốc vương của người Frank, cũng như quốc vương của người Lombard, patricius và Hoàng đế. Ba phái này (thần quyền, cộng hoà và đế quốc) là một đặc trưng trong sinh hoạt Roma suốt thời Trung Cổ. Vào đêm Giáng sinh năm 800, Giáo hoàng Lêô III trao vương miện cho Charlemagne tại Roma với tư cách hoàng đế của Đế quốc La Mã Thần thánh.

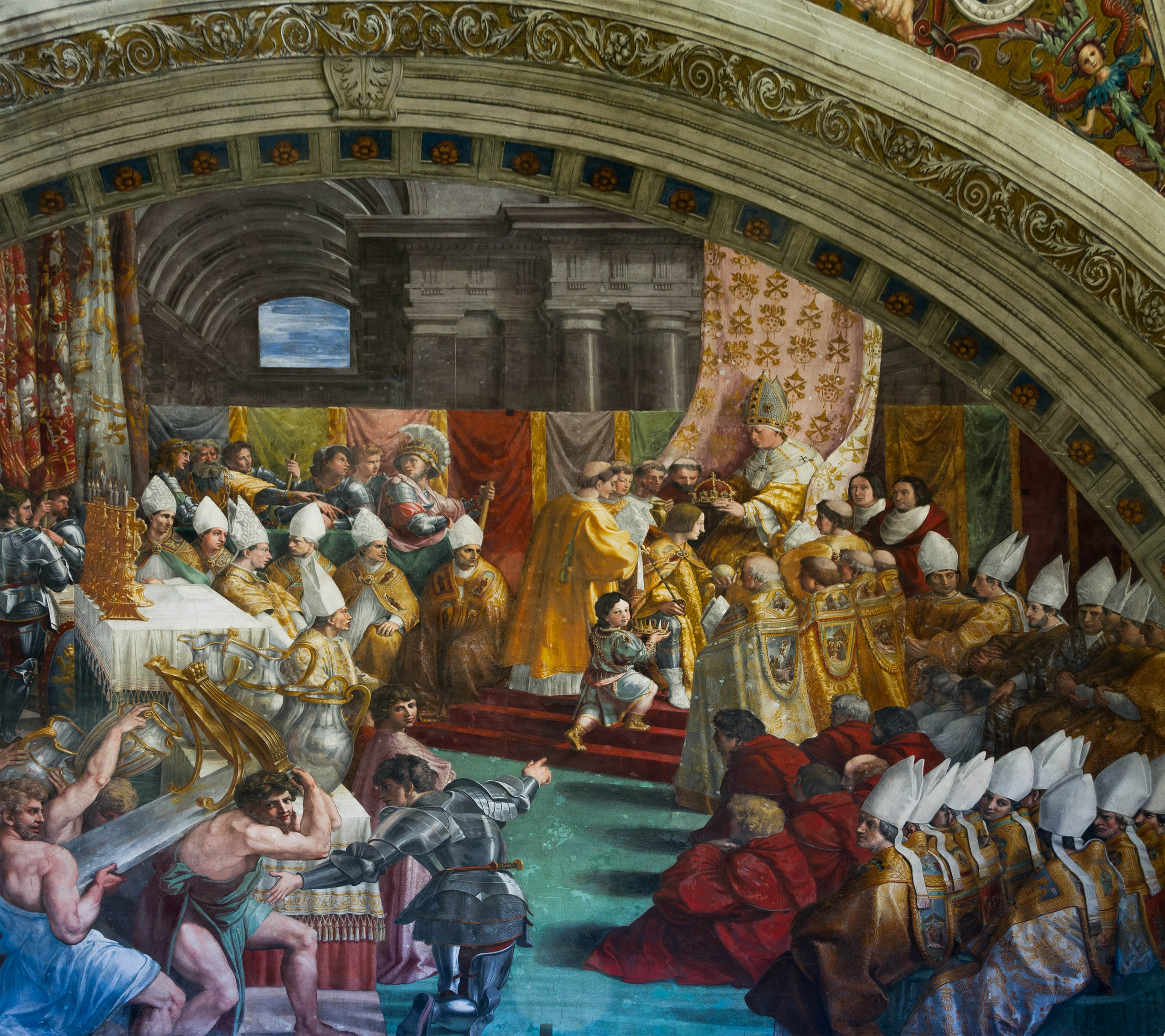
Tranh của Raffaello phác hoạ cảnh đăng cơ của Charlemagne tại Roma vào ngày 25 tháng 12 năm 800

Năm 846, người Ả Rập Hồi giáo tấn công bất thành vào tường thành Roma, song cướp phá các vương cung thánh đường Thánh Phêrô và Phaolô nằm ngoài tường thành. Sau khi quyền lực của vương triều Caroling sụp đổ, Roma lâm vào tình trạng vô chính phủ phong kiến, một số gia đình quý tộc không ngừng tranh đấu chống lại Giáo hoàng, hoàng đế và chống đối lẫn nhau. Trong thời gian này, Theodora và con gái bà là Marozia trở thành thiếp và mẹ của một số giáo hoàng, và của lãnh chúa phong kiến quyền lực Crescentius, là người đấu tranh chống các hoàng đế Otto II và Otto III. Các bê bối trong giai đoạn này thúc đẩy chế độ giáo hoàng tự cải cách: Bầu cử giáo hoàng được dành cho các hồng y, và một cuộc cải cách tăng lữ được nỗ lực tiến hành. Động lực đằng sau việc này là tu sĩ Ildebrando da Soana, ông từng được bầu làm giáo hoàng và tham gia tranh luận về bổ nhiệm giáo sĩ chống Hoàng đế Heinrich IV. Sau đó, Roma bị người Norman dưới quyền Robert Guiscard cướp bóc và đốt cháy vào năm 1084, họ tiến vào thành phố để hỗ trợ Giáo hoàng đang bị vây hãm trong Lâu đài Thiên Thần.

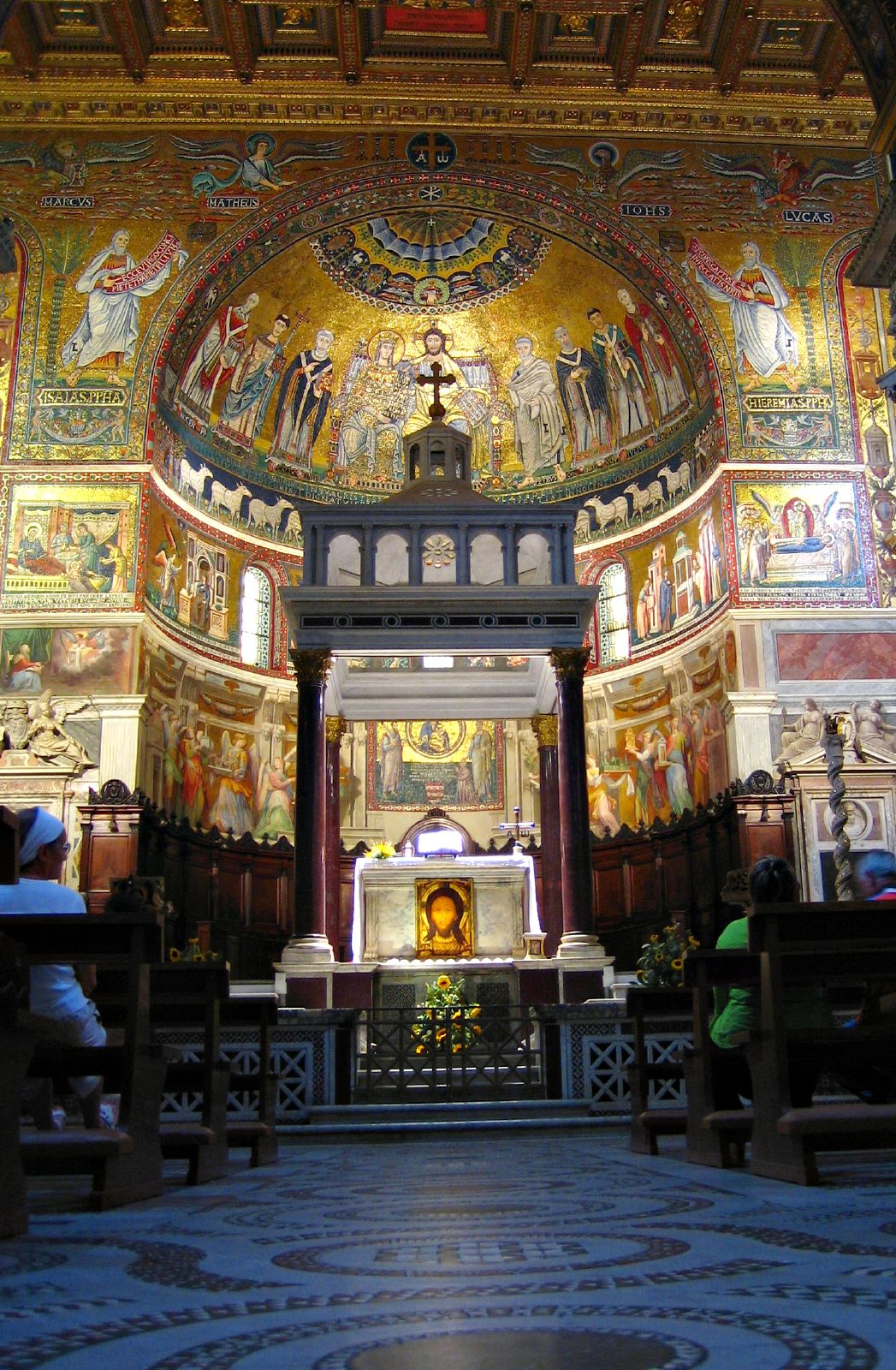
Bên trong của Vương cung thánh đường Đức Bà Trastevere, một trong những nhà thờ đẹp nhất được xây dựng từ thời Trung Cổ.

Trong giai đoạn này, thành phố được tự trị dưới quyền của một senatore (nguyên lão) hoặc patrizio (quý tộc) trong thế kỷ 12. Chính quyền này thường thấy trong các thành phố Ý, tiến hoá thành công xã Trung Cổ, là một hình thức tổ chức xã hội mới, sự thể hiện của các tầng lớp giàu có mới. Giáo hoàng Giáo hoàng Luciô II đã chiến đấu chống công xã Roma, và cuộc đấu tranh tiếp tục dưới quyền Giáo hoàng Êugêniô III: công xã liên minh với giới quý tộc được sự ủng hộ từ Arnaldo da Brescia, một tu sĩ và nhà cải cách tôn giáo và xã hội. Sau khi Giáo hoàng từ trần, Arnaldo bị Giáo hoàng Ađrianô IV tống giam, đánh dấu kết thúc quyền tự trị của công xã. Thời kỳ dưới quyền Giáo hoàng Innôcentê III là đỉnh cao của chế độ giáo hoàng, công xã đã thanh lý được viện nguyên lão, thay thế nó bằng một Senatore lệ thuộc Giáo hoàng.
Trong thời kỳ này, giáo hoàng đóng vai trò thế tục quan trọng ở Tây Âu, thường đứng ra làm trọng tài giữa các quốc vương Kitô giáo và thực thi các quyền lực chính trị bổ sung.

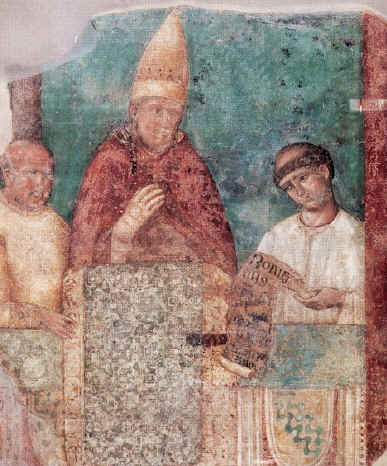
Giáo hoàng Bônifaciô VIII tuyên bố Năm Thánh đầu tiên vào năm 1300.

Năm 1266, Charles I của Anjou được bổ nhiệm làm nghị sĩ khi đang tiến về phương nam để giao tranh với nhà Staufer nhân danh Giáo hoàng. Trong giai đoạn này, giáo hoàng từ trần, và các hồng y tụ họp tại Viterbo không thể nhất trí về người kế vị, thị dân tức giận và đã dỡ mái toà nhà nơi tụ họp, giam cầm các hồng y cho đến khi họ chọn ra giáo hoàng mới, sự kiện này đánh dấu khởi đầu mật nghị Hồng y. Trong giai đoạn này, thành phố cũng bị tàn phá trước các cuộc giao tranh liên tiếp giữa các gia đình quý tộc: Annibaldi, Caetani, Colonna, Orsini, Conti, họ có công sự xây trên các đại công trình La Mã cổ đại, tranh đoạt nhau để kiểm soát chế độ giáo hoàng.
Giáo hoàng Bônifaciô VIII là giáo hoàng cuối cùng đấu tranh cho lãnh địa tổng thể của giáo hội, ông tuyên bố một cuộc thập tự chinh chống lại Colonna, và đến năm 1300 ông kêu gọi Năm Thánh đầu tiên, khiến hàng triệu người hành hương đến Roma. Tuy nhiên, hy vọng của ông bị tiêu tan dưới tay Quốc vương Pháp Philippe IV và khiến ông mất mạng. Sau đó, một giáo hoàng mới trung thành với người Pháp được bầu ra, và chế độ giáo hoàng được di dời trong một giai đoạn ngắn đến Avignon (1309–1377). Trong giai đoạn này, thành phố bị bỏ bê, cho đến khi quyền lực vào tay một nhân vật bình dân là Cola di Rienzo. Một người theo chủ nghĩa lý tưởng và là ngưỡng mộ của La Mã cổ đại, Cola đã mơ về sự tái sinh của Đế quốc La Mã. Sau khi nắm quyền với tư cách Tribuno (quan bảo dân), các cải cách của ông bị dân chúng bác bỏ. Cola buộc phải chạy trốn, và trở lại trong đoàn tuỳ tùng của hồng y Albornoz, chịu trách nhiệm khôi phục quyền lực của giáo hội tại Ý. Sau khi trở lại nắm quyền trong một thời gian ngắn, ông bị dân chúng hành hình, và Albornoz đã có thể nắm quyền sở hữu thành phố, rồi đến năm 1377 dưới thời Grêgôriô XI, Roma lại trở thành đầu não của chế độ giáo hoàng. Việc chế độ giáo hoàng trở lại Roma trong năm đó đã mở đường cho Ly giáo Tây phương (1377–1418), và trong bốn mươi năm tiếp theo, thành phố là nạn nhân của các cuộc đấu tranh làm tan vỡ giáo hội.

## Phục Hưng và cận đại

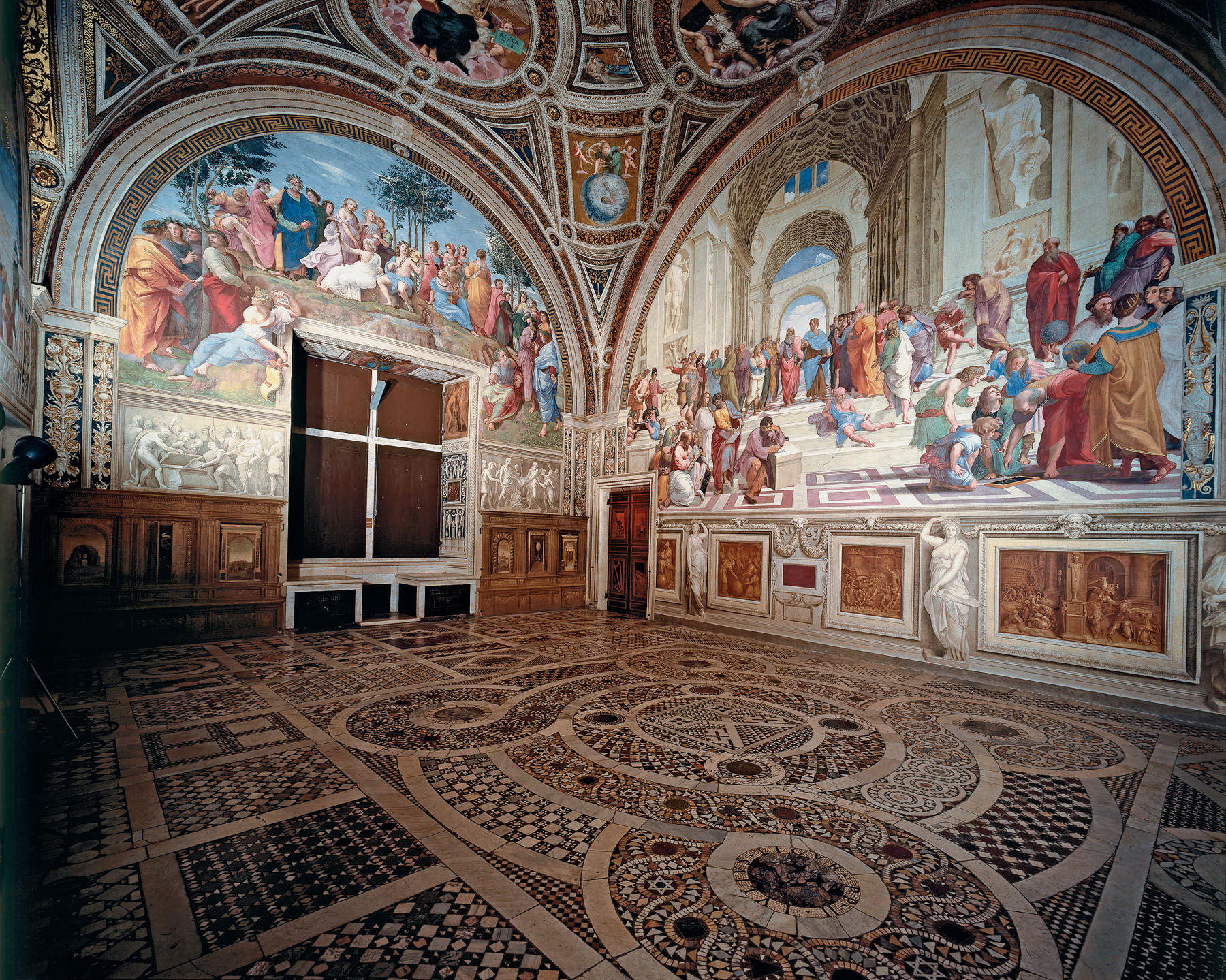
Bích họa "Trường Athen" nổi tiếng nằm trong Dãy phòng của Raffello tại Vatican (hình bên phải).

Năm 1418, Công đồng Constance giải quyết Ly giáo Tây phương, và bầu ra một giáo hoàng người Roma là Máctinô V. Sự kiện này giúp Roma có một thế kỷ hoà bình nội bộ, đánh dấu khởi đầu nền Phục Hưng. Các giáo hoàng cai trị cho đến nửa đầu thế kỷ 16, trong đó Nicôla V lập ra Thư viện Vatican, Piô II là người theo chủ nghĩa nhân văn và có học thức, Xíttô IV là một giáo hoàng chiến binh, Alexanđê VI là người vô đạo đức và gia đình trị, từ Giuliô II là một người bảo trợ cho đến Lêô X có hiệu được đặt cho giai đoạn này ("thế kỷ Lêô X"), toàn bộ đều cống hiến sức lực của mình cho sự vĩ đại và vẻ đẹp của Thành phố vĩnh hằng, cho quyền lực dòng dõi của họ, và bảo trợ cho nghệ thuật. Trong những năm này, trung tâm của Phục Hưng Ý chuyển từ Firenze đến Roma. Các công trình uy nghi như Vương cung thánh đường Thánh Phêrô, Nhà nguyện Sistina và Cầu Sisto được xây dựng. Để hoàn thành chúng, các giáo hoàng đã thu hút các nghệ sĩ giỏi nhất đương thời, như Michelangelo, Perugino, Raffaello, Ghirlandaio, Luca Signorelli, Botticelli và Cosimo Rosselli.

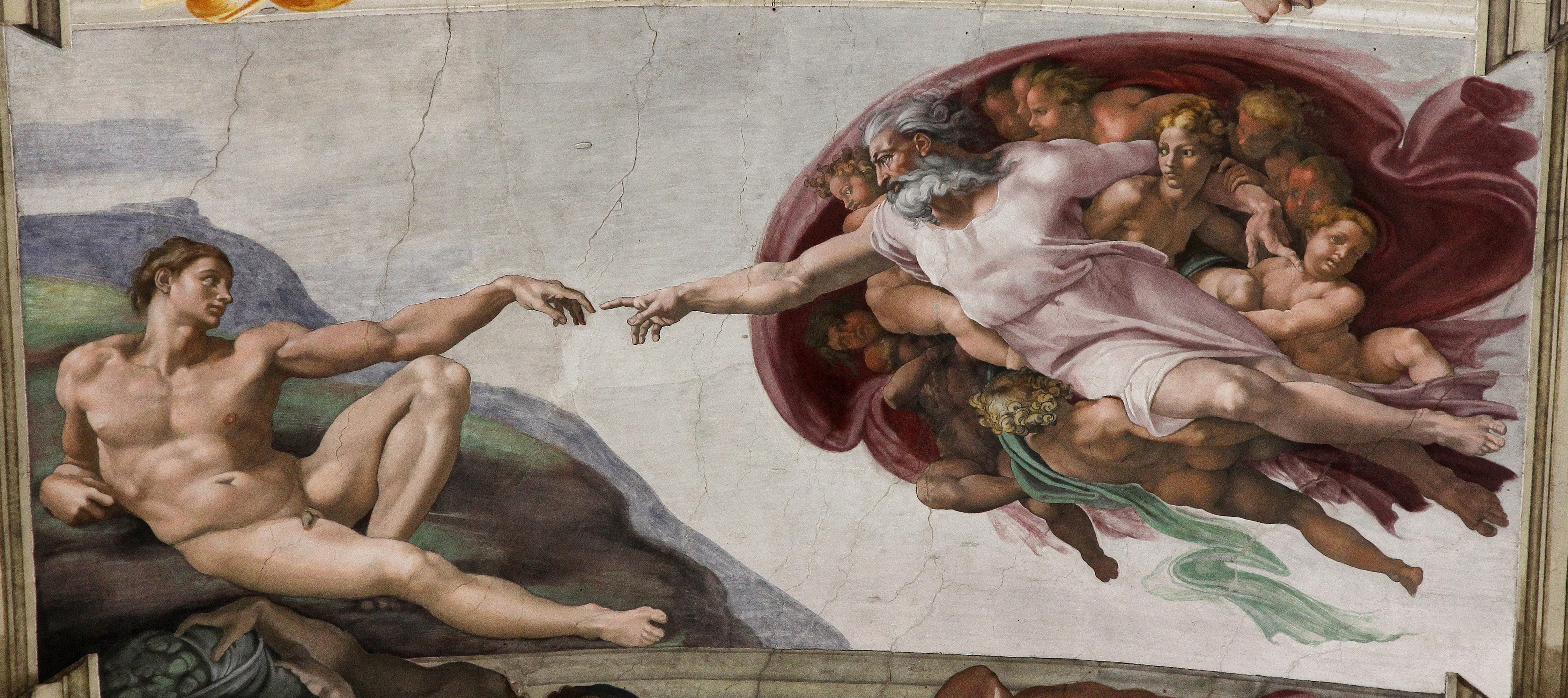
Bích họa Sự tạo dựng Adam của Michelangelo trên trần của nhà nguyện Sistina, Vatican.

Thời kỳ này cũng khét tiếng vì sự mục nát của chế độ giáo hoàng, với nhiều giáo hoàng nuôi con cái, và tham gia vào gia đình trị và mua quyền bán chức. Sự trụy lạc của các giáo hoàng và các chi phí khổng lồ cho các dự án xây dựng của họ, một phần, dẫn đến cuộc Cải cách Kháng nghị và đến lượt là Phong trào Phản Cải cách. Chẳng hạn, Alexanđê VI nổi tiếng với sự bại hoại, ngông cuồng và cuộc sống vô đạo đức. Dưới quyền những vị giáo hoàng phung phí và giàu có, Roma chuyển mình thành một trung tâm mỹ thuật, thi ca, âm nhạc, văn học, giáo dục và văn hoá. Roma trở thành nơi cạnh tranh với các thành phố lớn khác tại châu Âu đương thời về mức độ thịnh vượng, huy hoàng, nghệ thuật, tri thức và kiến trúc. Thời kỳ Phục Hưng đã thay đổi diện mạo của Roma một cách đáng kể, với các tác phẩm như Pietà của Michelangelo và các bức bích họa của phòng tranh Borgia. Roma đạt đến đỉnh cao của sự huy hoàng dưới thời Giáo hoàng Giuliô II (1503–1513) và những người kế vị như Lêô X và Clêmentê VII, cả hai đều là thành viên của Nhà Medici.

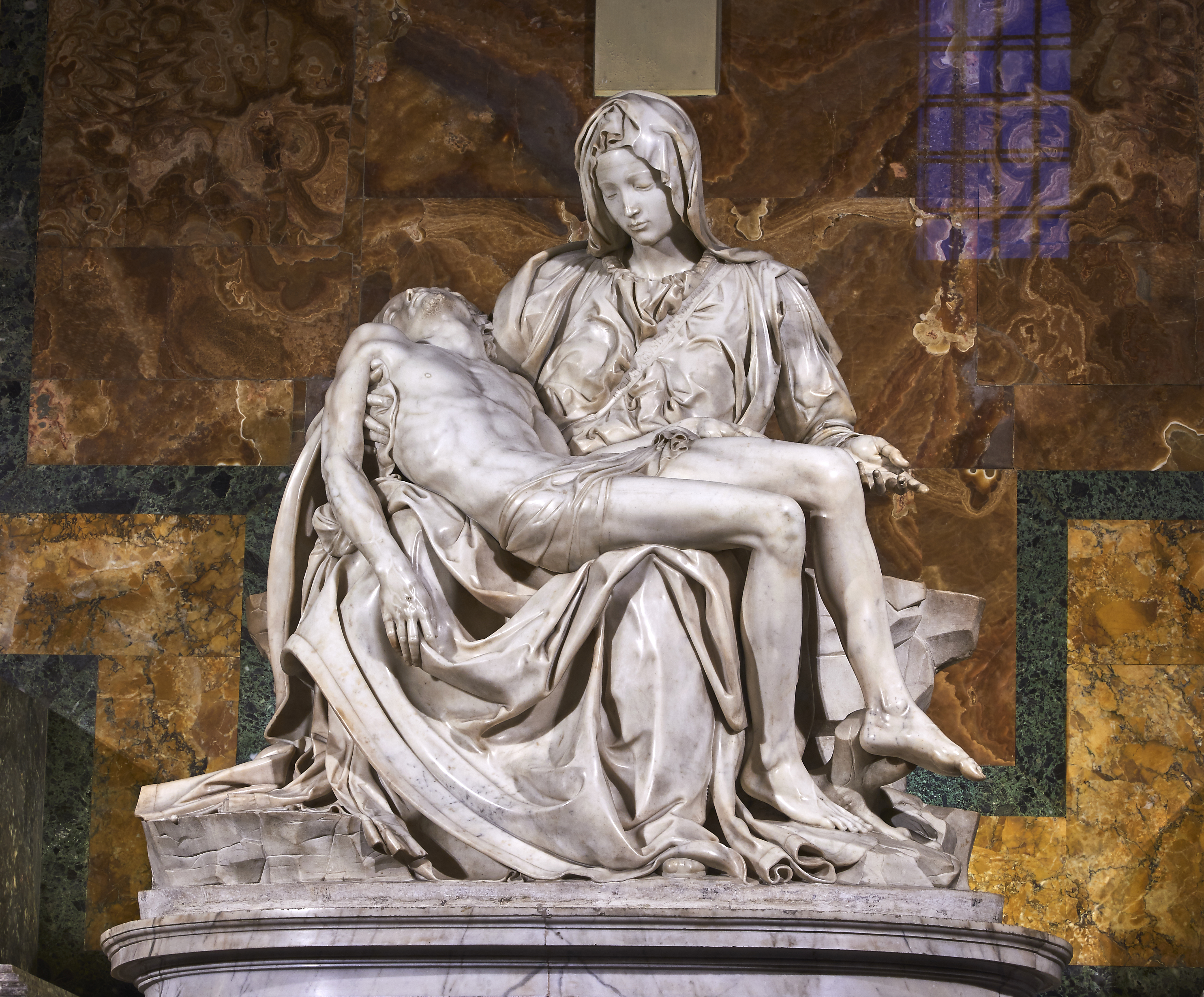
Điêu khắc Pietà hay Đức Mẹ sầu bi của Michelangelo, Vatican.

Trong giai đoạn hai mươi năm này, Roma trở thành một trong những trung tâm nghệ thuật vĩ đại nhất thế giới. Vương cung thánh đường Thánh Phêrô cũ được xây dựng bởi Constantinus Đại đế (bấy giờ đang trong tình trạng đổ nát) đã bị phá hủy và một nhà thờ mới bắt đầu hình thành. Thành phố đã chào đón các nghệ sĩ như Ghirlandaio, Perugino, Botticelli và Bramante, những người đã xây dựng ngôi đền Thánh Phêrô tại Montorio và lên kế hoạch lớn cho dự án cải tạo Vatican. Raffaello ngụ tại Roma đã trở thành một trong những họa sĩ nổi tiếng nhất của Ý, đã tạo ra những bức bích họa trong Dinh Farnesina, Dãy phòng của Raffaello, cùng với nhiều bức tranh nổi tiếng khác. Michelangelo bắt đầu trang trí trần nhà của Nhà nguyện Sistina và tạo ra bức tượng Moses nổi tiếng dành cho lăng mộ Giuliô II. Roma mất đi một phần đặc trưng tôn giáo của mình, ngày càng trở thành một thành phố Phục Hưng thực sự, với một số lượng lớn các yến tiệc thết đãi phổ biến, những cuộc đua ngựa, các lễ hội rình rang, những mưu đồ và nhiều tình tiết kịch tính cam go.

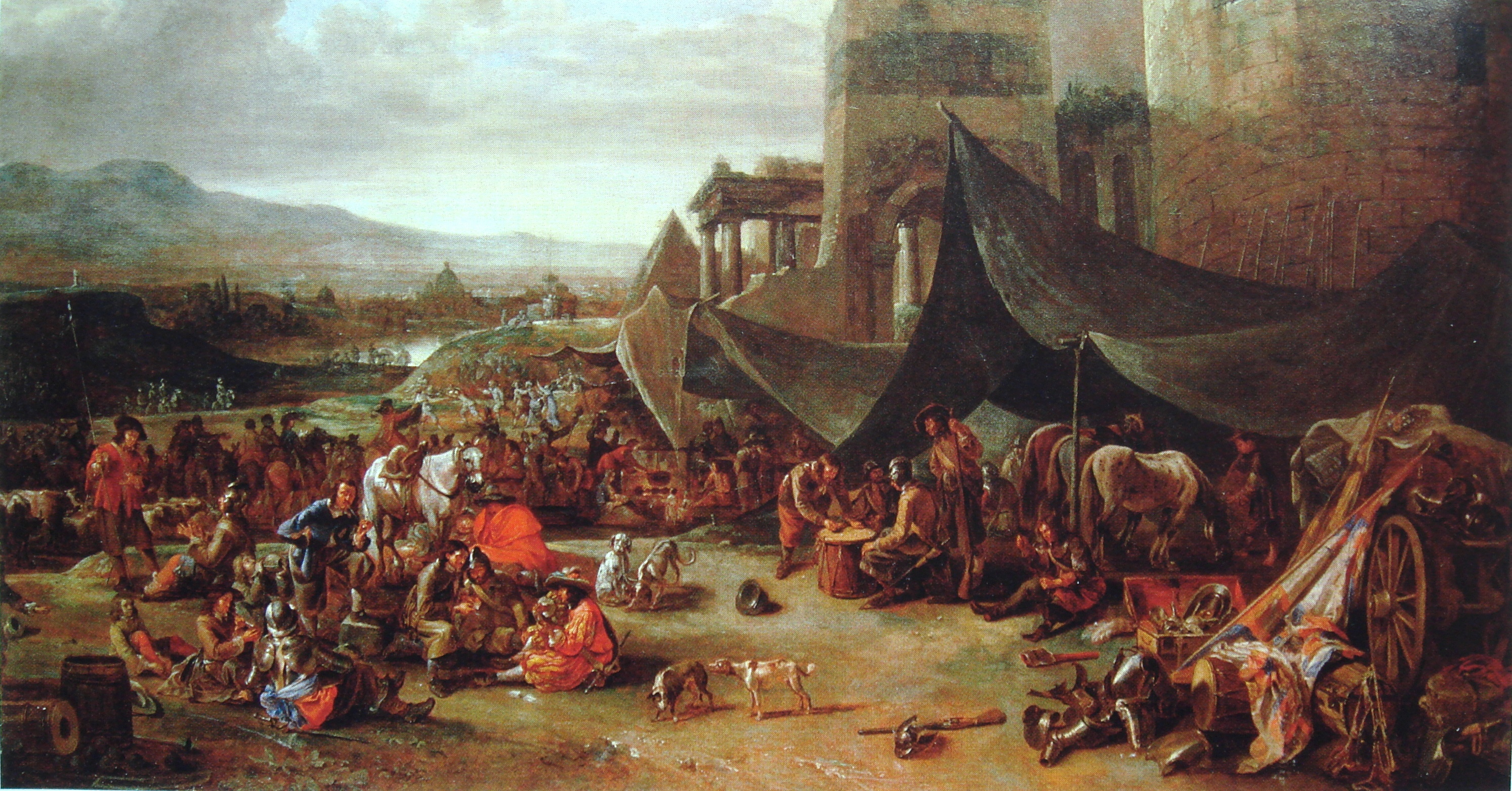
Cướp phá Roma năm 1527.

Kinh tế Roma giàu mạnh, với sự hiện diện của một số chủ ngân hàng người Toscana như Agostino Chigi, ông là một người bạn của Raffaello và là một người bảo trợ cho nghệ thuật. Trước khi mất sớm, Raffaello cũng đề xướng lần đầu tiên việc bảo tồn các di tích cổ đại. Mâu thuẫn giao tranh giữa Pháp với Tây Ban Nha tại châu Âu và chính sách đối ngoại của Clêmentê VII đã khiến cho Roma bị cướp phá lần đầu tiên trong gần 500 năm trở lại đây, năm 1527, quân đánh thuê Landsknecht của vua Tây Ban Nha là Karl V đã cướp phá thành phố, chấm dứt đột ngột thời đại hoàng kim của Phục Hưng tại Roma và thường được xem là sự kết thúc của nền Phục Hưng Ý. Sự kiện này tác động rất lớn đến lịch sử của châu Âu, Ý và Công giáo, tạo ra hiệu ứng gợn sóng lâu dài trên khắp văn hóa và chính trị thế giới.
Từ Công đồng Trentô vào năm 1545, Giáo hội Công giáo bắt đầu chống lại Cải cách Kháng nghị - phong trào nghi vấn quy mô lớn về thẩm quyền của Giáo hội trên các vấn đề tinh thần và sự vụ chính quyền. Việc mất lòng tin này sau đó dẫn đến những chuyển biến lớn về quyền lực rời xa khỏi Giáo hội. Dưới quyền các giáo hoàng từ Piô IV đến Xíttô V, Roma trở thành trung tâm của Công giáo cải cách và chứng kiến xây dựng các công trình kỷ niệm mới nhằm tán dương chế độ giáo hoàng khôi phục tính trọng đại. Các giáo hoàng và hồng y trong thế kỷ 17 và đầu thế kỷ 18 tiếp tục phong trào bằng việc tô điểm cho cảnh quan thành phố các toà nhà kiến trúc baroque.

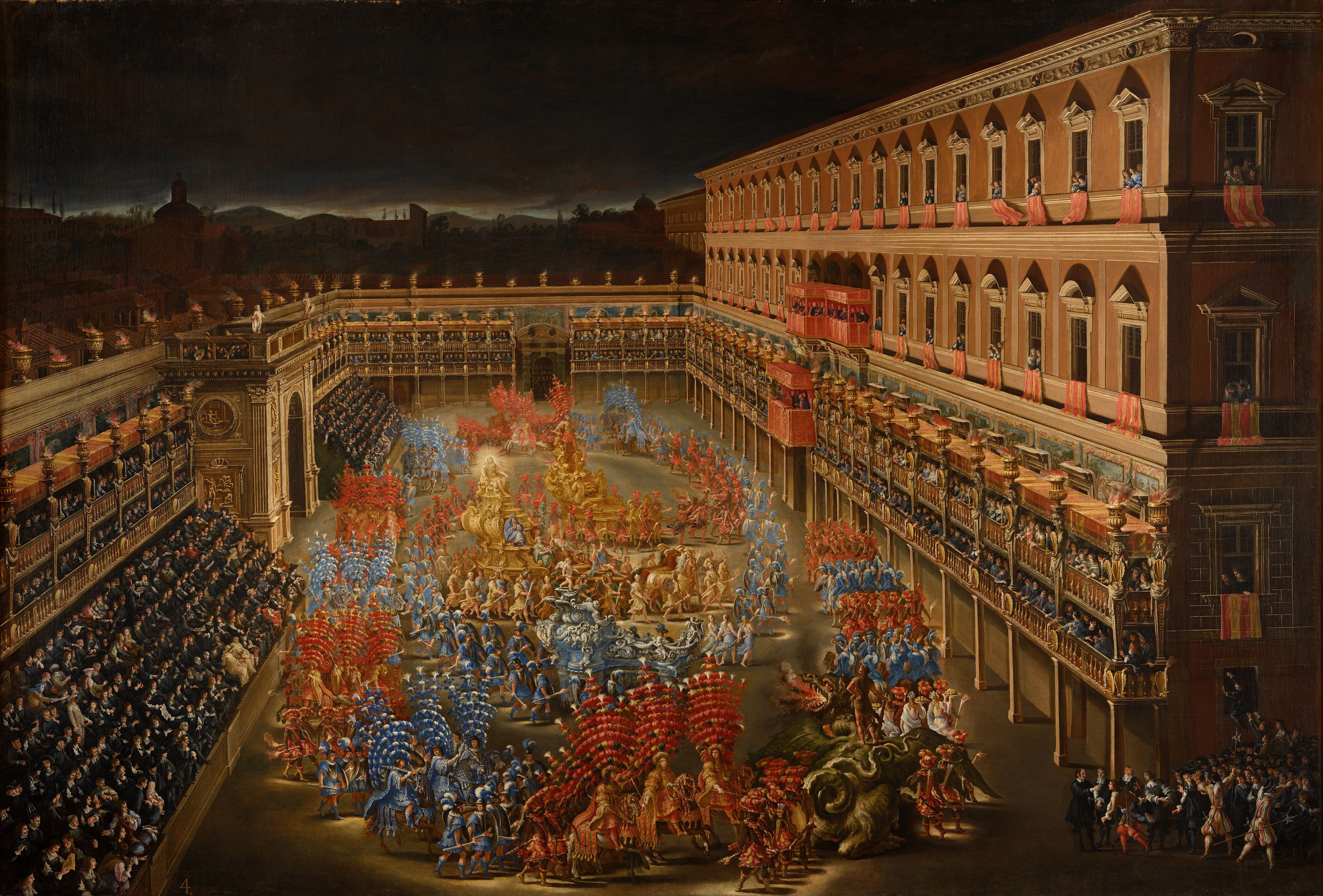
Lễ hội Carnaval năm 1656 tại Điện Barberini, vinh danh Kristina của Thụy Điển.

Diễn ra một giai đoạn gia đình trị khác, các gia đình quý tộc mới (Barberini, Pamphili, Chigi, Rospigliosi, Altieri, Odescalchi) được bảo hộ từ các giáo hoàng xuất thân từ gia đình của họ, các giáo hoàng xây cho người thân của mình các toà nhà baroque đồ sộ. Trong Thời kỳ Khai Sáng, các tư tưởng mới cũng lan đến Roma, tại đây chế độ giáo hoàng ủng hộ các nghiên cữu khảo cổ và cải thiện phúc lợi của dân chúng. Nhưng không phải mọi thứ đều suôn sẻ cho Giáo hội trong thời kỳ Phản Kháng Cách. Đã có nhiều thất bại trong nỗ lực kiềm chế các chính sách chống Giáo hội của các cường quốc châu Âu thời bấy giờ, thất bại đáng chú ý nhất có lẽ là vào năm 1773 khi Giáo hoàng Clêmentê XIV bị các thế lực thế tục buộc phải đàn áp Dòng Tên.

## Hiện đại và đương đại
Quyền cai trị của các giáo hoàng bị gián đoạn một thời gian ngắn do Cộng hòa Roma (1798–1800), chế độ này được dựng lên do ảnh hưởng của Cách mạng Pháp. Vương quốc Giáo hoàng được khôi phục vào tháng 6 năm 1800, tuy nhiên trong thời kỳ Napoléon cai trị thì Roma bị thôn tính thành một tỉnh của Đế quốc Pháp, ban đầu là Département du Tibre (1808–1810) và sau là Département Rome (1810–1814). Sau khi Napoléon bị phế truất, nhà nước của Giáo hoàng được khôi phục thông qua Đại hội Viên, Áo năm 1814.
Năm 1849, một thể chế Cộng hòa Roma khác xuất hiện trong làn sóng các cuộc cách mạng năm 1848. Hai trong số các nhân vật có ảnh hưởng nhất của quá trình thống nhất nước Ý là Giuseppe Mazzini và Giuseppe Garibaldi chiến đấu cho nền cộng hòa yểu mệnh.
Roma sau đó trở thành tâm điểm của hy vọng tái thống nhất Ý, khi mà phần còn lại của Ý đã thống nhất thành Vương quốc Ý với thủ đô lâm thời tại Firenze. Năm 1861, Roma được tuyên bố là thủ đô của Ý dù vẫn đang do Giáo hoàng kiểm soát. Trong thập niên 1860, tàn dư của Vương quốc Giáo hoàng nằm dưới quyền bảo hộ của Pháp, nhờ vào chính sách đối ngoại của Napoléon III. Phải đến khi người Pháp rời khỏi Roma vào năm 1870 do Chiến tranh Pháp – Phổ thì binh sĩ Ý mới có thể chiếm giữ Roma, họ tiến vào thành phố qua một lỗ thủng tường thành gần Cổng thành Pia. Sau đó, Giáo hoàng Piô IX tự tuyên bố mình là tù nhân tại Vatican, và đến năm 1871 thủ đô của Ý cuối cùng đã được chuyển từ Firenze đến Roma.

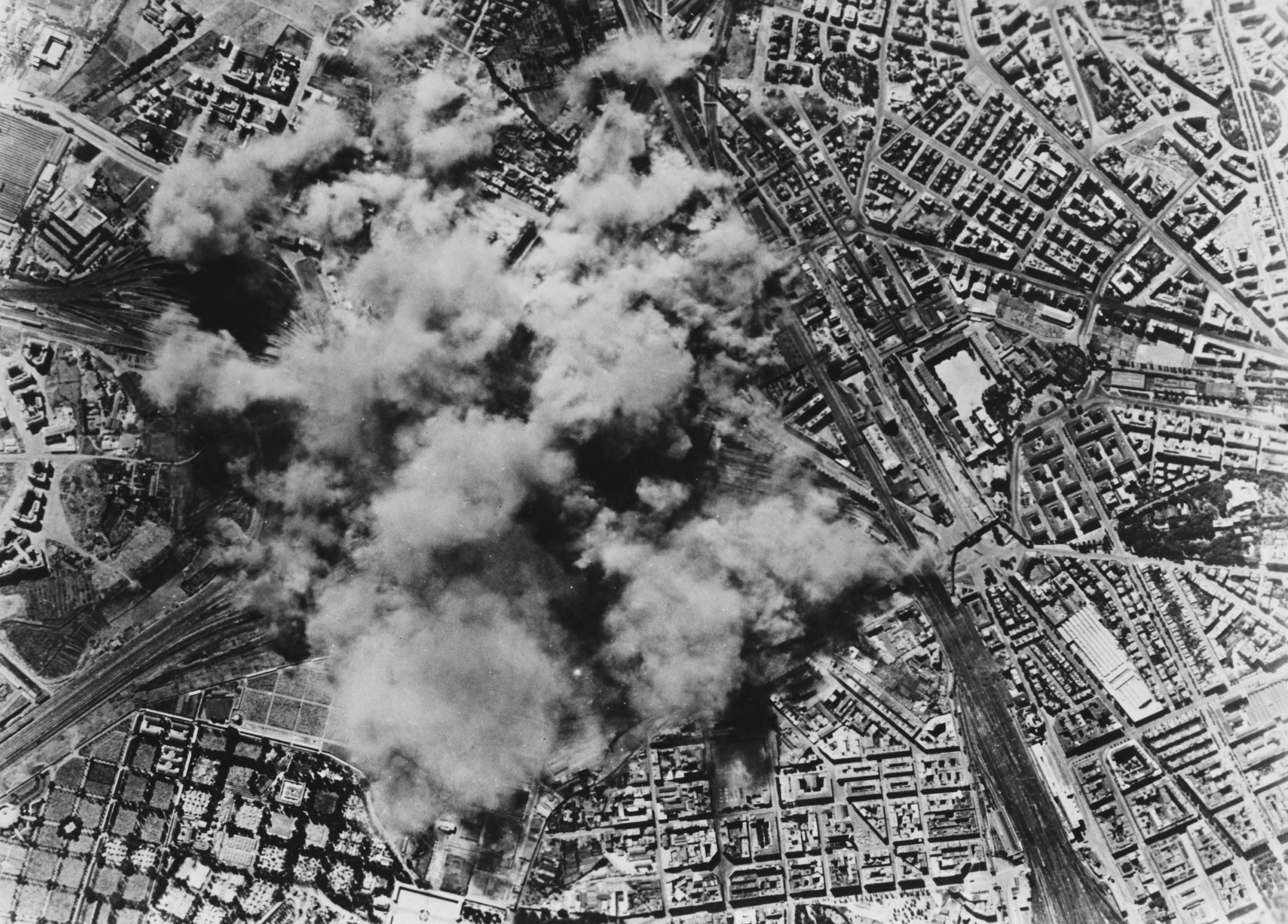
Quân Đồng Minh ném bom Roma năm 1943.

Không lâu sau Chiến tranh thế giới thứ nhất, Roma chứng kiến Phát xít Ý trỗi dậy dưới quyền lãnh đạo của Benito Mussolini. Ông ta tiến hành cuộc hành quân đến thủ đô vào năm 1922, cuối cùng tuyên bố một Đế quốc Ý và liên minh với Đức Quốc Xã. Mussolini phá huỷ nhiều phần rộng lớn tại trung tâm thành phố nhằm xây dựng các đại lộ và quảng trường rộng, được cho là để tán dương chế độ phát xít và hồi sinh La Mã cổ đại. Giai đoạn giữa hai thế chiến chứng kiến dân số thành phố gia tăng nhanh chóng, vượt qua một triệu người. Trong Chiến tranh thế giới thứ hai, do sở hữu kho tàng nghệ thuật và hiện diện của Vatican, nên Roma phần lớn thoát khỏi số phận bi thảm như nhiều thành phố châu Âu khác. Tuy nhiên, vào ngày 19 tháng 7 năm 1943, khu San Lorenzo bị quân Anh-Mỹ oanh tạc, khiến khoảng 3.000 người thiệt mạng tại chỗ và 11.000 người bị thương và sau đó có thêm 1.500 người chết. Sau khi chế độ Mussolini sụp đổ và Hoà ước Ý vào ngày 8 tháng 9 năm 1943, thành phố bị người Đức chiếm đóng, và được tuyên bố là thành phố mở theo sau sự kiện Giải phóng Roma vào ngày 4 tháng 6 năm 1944.
Roma phát triển rất nhanh sau chiến tranh, là một trong các động lực chính đằng sau "kỳ tích kinh tế Ý" về tái thiết và hiện đại hóa thời hậu chiến trong thập niên 1950 và đầu thập niên 1960. Trong giai đoạn này, những năm la dolce vita ("cuộc sống ngọt ngào"), Roma trở thành một thành phố thời thượng, với các phim cổ điển đại chúng như Ben Hur, Quo Vadis, Roman Holiday và La Dolce Vita được quay tại xưởng phim Cinecittà có tính biểu tượng của thành phố. Xu hướng tăng trưởng dân số tiếp tục cho đến giữa thập niên 1980 khi thành phố đạt trên 2,8 triệu cư dân. Sau đó, dân số bắt đầu giảm chậm do cư dân bắt đầu chuyển đến các vùng ngoại ô lân cận Roma.